# Chiesa di San Giacomo Apostolo (Brentino Belluno)
La chiesa di San Giacomo Apostolo è la parrocchiale di Rivalta, frazione-capoluogo del comune sparso di Brentino Belluno, in provincia e diocesi di Verona; fa parte del vicariato del Lago Veronese-Caprino.

## Storia
Non si conosce l'anno di fondazione dell'originaria chiesetta di San Giacomo Apostolo di Rivalta, la prima citazione della quale risale al 1529, allorché il vescovo di Verona Gian Matteo Giberti, durante la sua visita pastorale, annotò che dipendeva dalla pieve di Santa Maria di Caprino.
Nel 1530 la cappella divenne filiale della chiesa di San Vigilio di Brentino, dalla quale s'affrancò essendo eretta a parrocchiale il 9 aprile 1675, anno in cui venne peraltro ricostruita ex novo.
Tra gli ultimi anni sessanta e i primi anni settanta la chiesa fu adeguata alle norme postconciliari mediante l'aggiunta dell'altare rivolto verso l'assemblea; tra il 2009 e il 2010 si provvide a restaurare il tetto e a ritinteggiare i prospetti esterni e nel 2014 venne realizzato l'ambone.

## Descrizione

### Esterno
La facciata a salienti della chiesa, rivolta a levante, è suddivisa da una cornice marcapiano modanata in due registri; quello inferiore, più largo, è caratterizzato dal portale d'ingresso sormontato dal timpano semicircolare, mentre quello superiore, affiancato da due volute, è scandito da quattro lesene e coronato dal frontone triangolare.
Annesso alla parrocchiale è il campanile a pianta quadrata, la cui cella presenta su ogni lato una monofora affiancata da lesene ed è coronata dalla guglia piramidale.

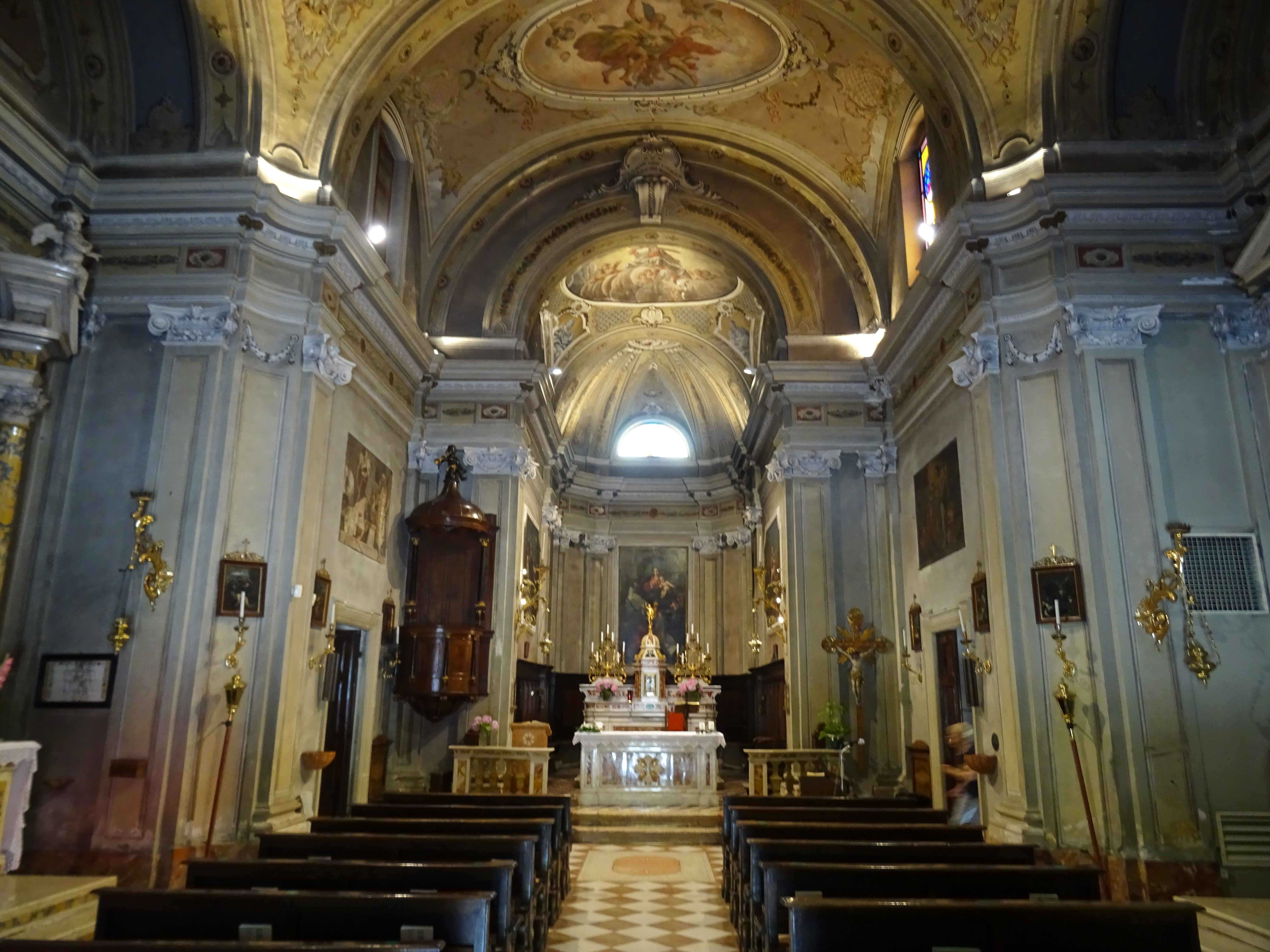
L'interno

### Interno
L'interno dell'edificio si compone di un'unica navata, sulla quale si affacciano le due cappelle laterali introdotte da archi a tutto sesto e le cui pareti sono scandite da lesene sorreggenti la trabeazione sopra la quale si imposta la volta; al termine dell'aula si sviluppa il presbiterio, rialzato di alcuni gradini e chiuso dall'abside poligonale.
Qui sono conservate diverse opere di pregio, tra le quali la pala raffigurante la Madonna con Gesù Bambino assieme a San Giacomo, risalente al Settecento, e i dipinti ritraenti rispettivamente la Decapitazione di San Giacomo, la Trasfigurazione di Gesù Cristo, San Giacomo Maggiore in gloria e la Fede, eseguiti tutti tra i secoli XVIII e XIX.